# Normalnull

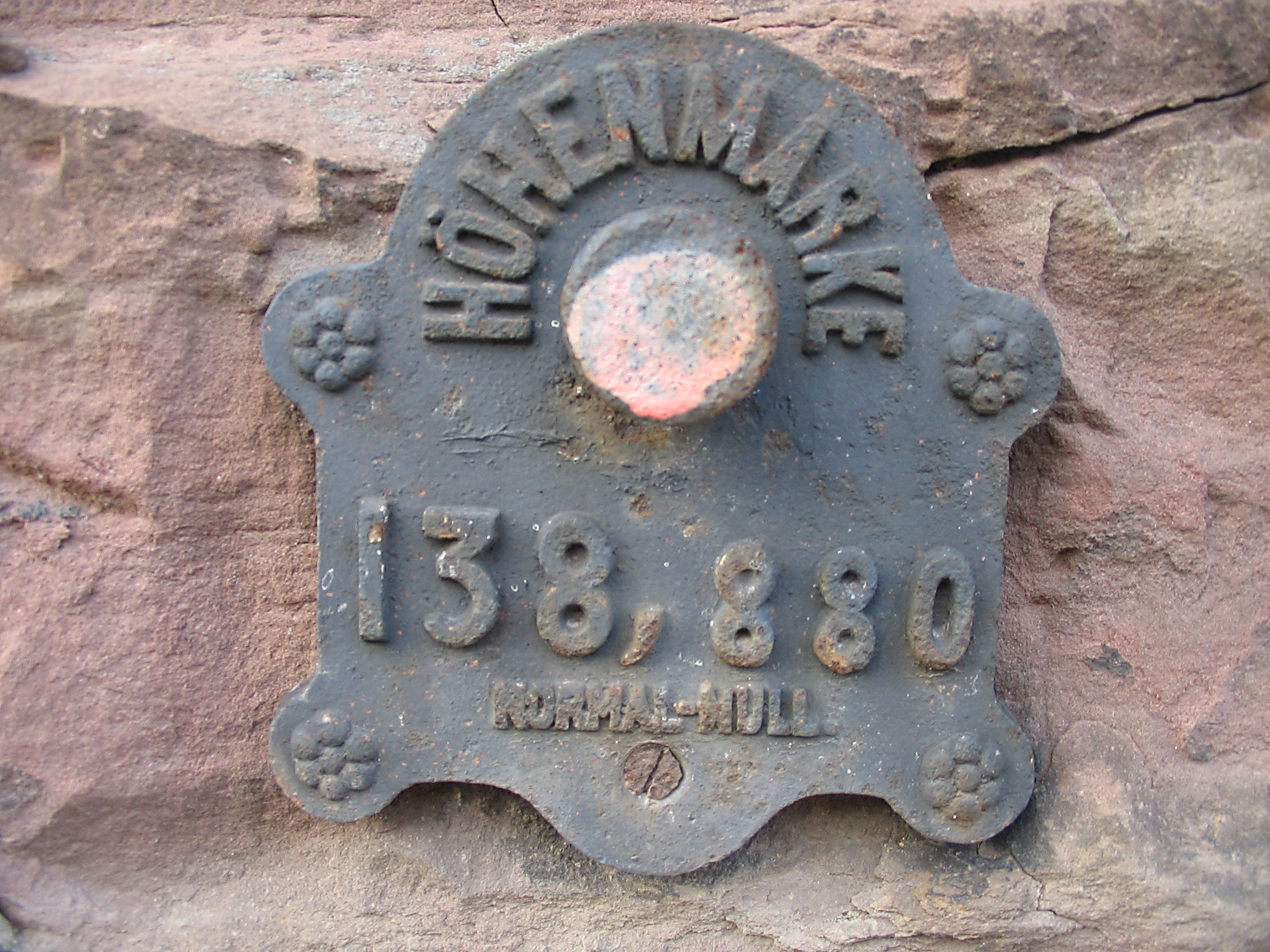
Indicador Normal-Null

Normalnull o NN (en alemán ‘nivel cero de altitud’ o 'sobre el nivel del mar') es una expresión que se refiere a un sistema de referencia para las medidas de altitud de los accidentes geográficos en Alemania. En alemán Meter über dem Meeresspiegel o abreviadamente m ü. NN significa 'metros sobre el nivel del mar del Norte', ya que durante el siglo XX se toma el nivel medio del mar del Norte como cero de altitud.
Sin embargo hoy en día es la forma de medir las alturas geodésicas en los mapas topográficos.
En general se expresa como 'metros sobre el nivel del mar' o abreviadamente 'm s. n.  m.', aunque debe tenerse en cuenta que normalmente cada país toma como referencia el nivel medio de un mar limítrofe en un cierto punto. Véase también altitud.

## Literatura
- S. German: Was ist „Normal-Null”?. In: Physikalische Blätter 1958, Band 14, Heft 2, S. 62–66 ISSN 1521-3722 doi 10.1002/phbl.19580140203
- Wolfgang Torge: Geodäsie. 2. Auflage. Walter de Gruyter, Berlin u.a. 2003, ISBN 3-11-017545-2